# Cláudia
Cláudia este un oraș în Mato Grosso (MT), Brazilia.